# プレイピア白浜

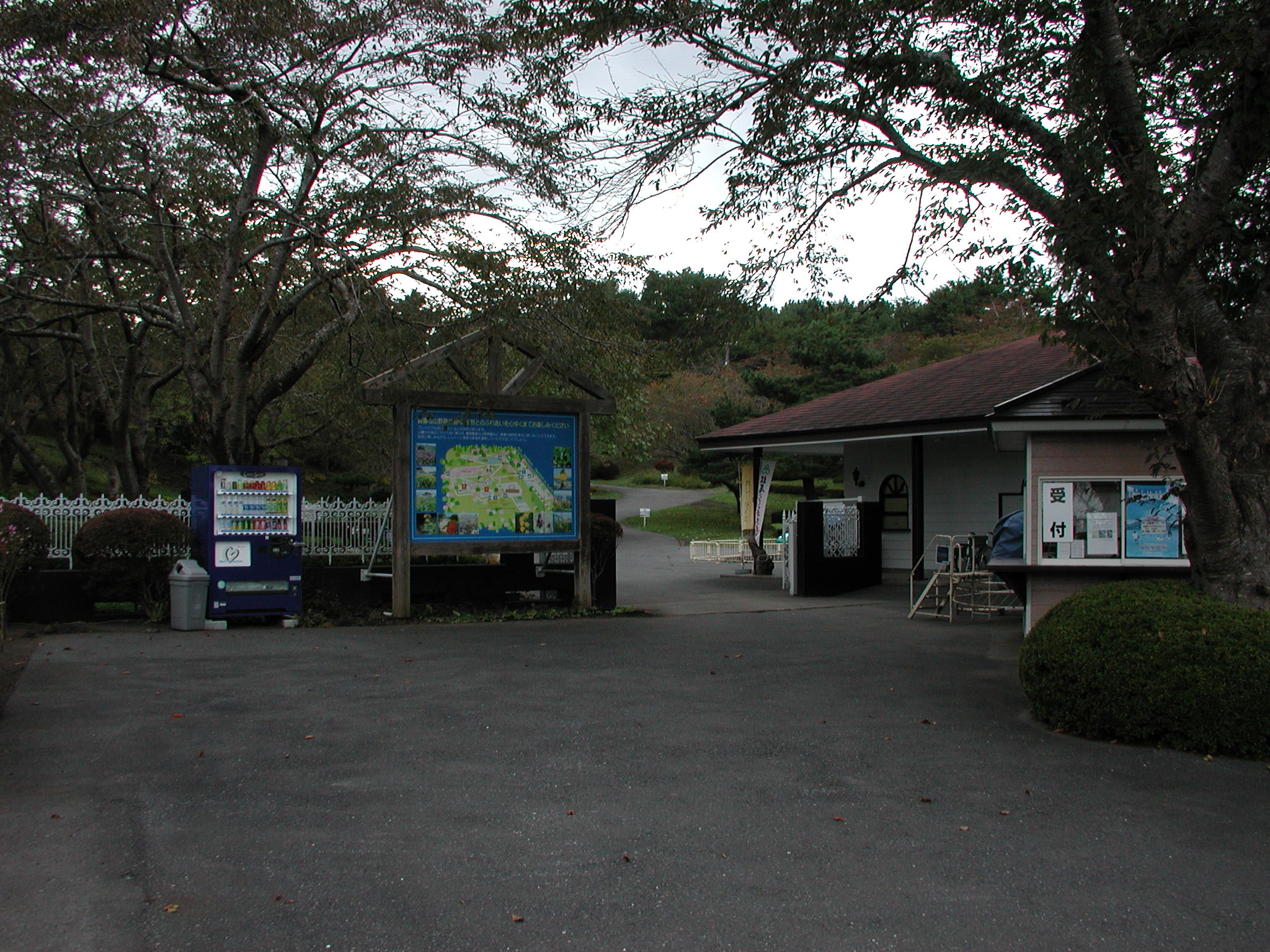
入園門（2008年10月）

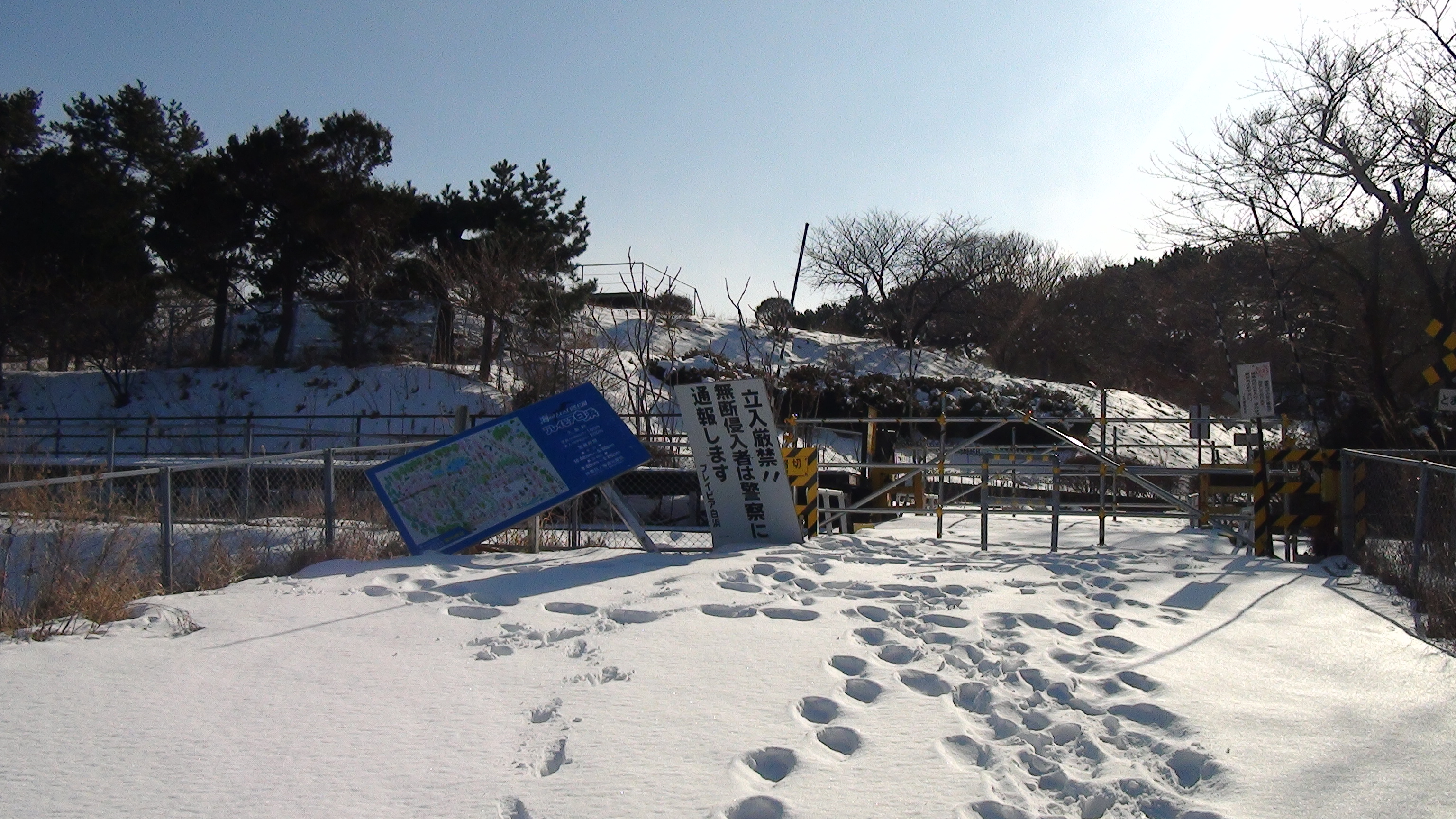
現在は大須賀踏切の前に柵が設置されていて、中に立ち入ることが一切できない。（2012年3月）

プレイピア白浜（プレイピアしらはま）は、青森県八戸市鮫町に存在する公園。公園としては存在するが、立ち入りはできない。
公園敷地の所有は株式会社長寿であったが、2013年6月、根抵当権による競売でみちのく資源開発株式会社が所有権を取得した。

## 遊園地時代
当初は民間遊園地として1985年5月にオープン。一時は大型遊具を充実させて、年間20万人以上の集客を誇っていたが、1990年代に入り施設の陳腐化が進み客足が激減。1998年に廃業し、一時閉鎖された。

## 自然公園としての再開園
園内に多くのサクラや山野草が植樹、植栽されていたことから閉園を惜しむ地域住民が多く、2000年に行われたサクラの開花時期20日間の一部開放がきっかけとなり、無料の自然公園として2001年から再開園。再開園時には、所有会社「長寿」が八戸市に無料で貸し、市が管理する形態で運営されていた。
遊歩道が整備され、市民の憩いの場になっているほか、ロックフェスティバルなどのイベントも開催されている。2004年には「八戸市まちの景観賞特別賞」を受賞している。なお、遊園地時代の遊具の多くは撤去され現存していない。
2001年には12万人いた入場者が2008年には2万人に減少したため、2009年4月をもって再閉鎖された。当時の所有者支配人は再々開園に意欲を見せていたものの、時期は未定としている。

## アクセス
- 八戸市営バス・ワンコインバス・うみねこ号（季節運行）：「大須賀海岸」バス停下車
  - バス停のポールは道路幅が狭い事から公園側のみ置かれている。